# امگا (جورجیا)
امگا، جورجیا (به انگلیسی: Omega, Georgia) یک شهر در ایالات متحده آمریکا با جمعیت ۱٬۲۲۱ نفر است که در جورجیا واقع شده‌است.

## موقعیت جغرافیایی
موقعیت جغرافیایی شهرها و مناطق اطراف به شرح زیر است: